# Louise Mieritz
Louise Mieritz (* 30. April 1971 in Aarhus) ist eine dänische Schauspielerin.

## Leben
Louise Mieritz wuchs als Tochter des Journalisten-Ehepaares Kaj Mieritz und Britta Lysheim in Aarhus auf.
Nach ihrem Schulabschluss absolvierte Mieritz von 1989 bis 1994 ihre Schauspielausbildung an der Staatlichen Theaterhochschule in Kopenhagen. Als Bühnendarstellerin wirkte sie in zahlreichen Theaterstücken, Musicals und in Kabarett-Programmen mit, so unter anderem auch am Aarhus Teater, am Odense Teater, am Königlichen Theater Kopenhagen, am Folketeatret, am Betty-Nansen-Theater, am Gronnegards-Theater, am Theater Helsingør, am Nørrebro-Theater oder am Østre Gasværk-Theater. Mieritz hat seit dem Jahr 1994 als Schauspielerin vor der Kamera in bislang mehr als 40 Film-und-Fernsehproduktionen mitgewirkt. Sie führte bei einem Spielfilm die Regie und ist auch als Drehbuchautorin tätig. Für ihr filmisches Schaffen wurde sie als Beste Hauptdarstellerin jeweils einmal mit dem Bodil und mit dem Robert ausgezeichnet. Mieritz ist zudem als Synchronsprecherin für Zeichentrickfilme aktiv.
Louise Mieritz ist mit dem aus Chile stammenden Kameramann Manuel Alberto Claro verheiratet, mit dem sie in Kopenhagen lebt. Neben ihrer Muttersprache Dänisch spricht sie auch fließend Englisch und Französisch.

## Filmografie (Auswahl)
- 1994: Sofa holdet
- 1996: Café Hector
- 1998: Idioten
- 2000: Absolut Holberg
- 2001: Emmas Dilemma
- 2002: Skoda (Kurzfilm)
- 2003: Nikolaj und Julie (Fernsehserie)
- 2005: Der schönste Tag
- 2006: The Boss of It All
- 2011–2012: Lykke (Fernsehserie, 17 Folgen)
- 2014: Die Erbschaft (Fernsehserie, 2 Folgen)
- 2014: 1864 (Fernsehserie, 4 Folgen)
- 2015–2018: Ditte & Louise (Fernsehserie)
- 2019: Kidnapping (Fernsehserie, 8 Folgen)
- 2022: Das Jahr, in dem ich zu masturbieren begann
- 2025: Eine Kopenhagener Liebesgeschichte (Sult, Regie)